# Matt Lucas
Matt Lucas (właśc. Matthew Richard Lucas; ur. 5 marca 1974 w Londynie) – brytyjski aktor i scenarzysta komediowy, wraz z Davidem Walliamsem współtworzył serial Mała Brytania.

## Życiorys
Dorastał na przedmieściach Londynu, pochodzi z rodziny o żydowskich korzeniach. Od dziecka cierpi na łysienie plackowate. W wywiadach wskazywał na różne powody tej przypadłości, m.in. wypadek samochodowy, w jakim brał udział jako czterolatek. W wieku 6 lat bezpowrotnie stracił wszystkie włosy. Potem jego idealnie łysa głowa stała jego swego rodzaju artystyczną wizytówką. Ukończył prestiżową szkołę dla chłopców, a następnie studia aktorskie na uniwersytecie w Bristolu.
Od 1992 zaczął pojawiać się w programach duetu komików Vica Reevesa i Boba Mortimera. Z tego okresu jego pracy najbardziej pamiętana jest rola zdecydowanie przerośniętego niemowlęcia grającego na perkusji w parateleturnieju Strzelające gwiazdy. Jako scenarzysta pracował także przy programach Sachy Barona Cohena.
Jednak największą popularność przyniosła mu Mała Brytania – początkowo program radiowy, a od 2003 serial telewizyjny. Wciela się tam w bardzo wiele ról, z których jedną z najbardziej popularnych jest postać walijskiego geja, szczycącego się faktem bycia jedynym homoseksualnym mężczyzną w wiosce (bohater ten uznawany jest powszechnie za parodię wielu działaczy ruchu gejowskiego).
Na przełomie lat 2007 i 2008 Lucas i Walliams spędzali większość czasu w USA, gdzie przygotowywali amerykańską wersję Małej Brytanii oraz film dla wytwórni DreamWorks. Wersja ta zadebiutowała na kanale HBO w dniu 28 września 2008 r., tydzień później zaś na kanale BBC One w Wielkiej Brytanii.
Ponadto Lucas występuje gościnnie w wielu serialach w różnych krajach anglojęzycznych.

## Życie prywatne
Lucas jest gejem, w grudniu 2006 zawarł ze swoim wieloletnim partnerem, Kevinem McGee, tzw. partnerstwo obywatelskie (związek partnerski dostępny w Wielkiej Brytanii dla par tej samej płci). 17 czerwca 2008 para ogłosiła separację. Sam Matt stanął w obliczu utraty połowy, szacowanego na ponad 17 milionów funtów, majątku. W dniu 22 października 2008 związek partnerski został rozwiązany. Jako przyczynę podano „nierozsądne” zachowanie Kevina McGee.

## Nagrody
- Nagroda BAFTA 2005, najlepszy występ w komedii telewizyjnej, za Małą Brytanię